# إلين فيني
إلين فيني (بالإنجليزية: Elaine Feeney)‏ هي كاتِبة وشاعرة أيرلندية، ولدت في 1979.